# Elberfelder stelsel

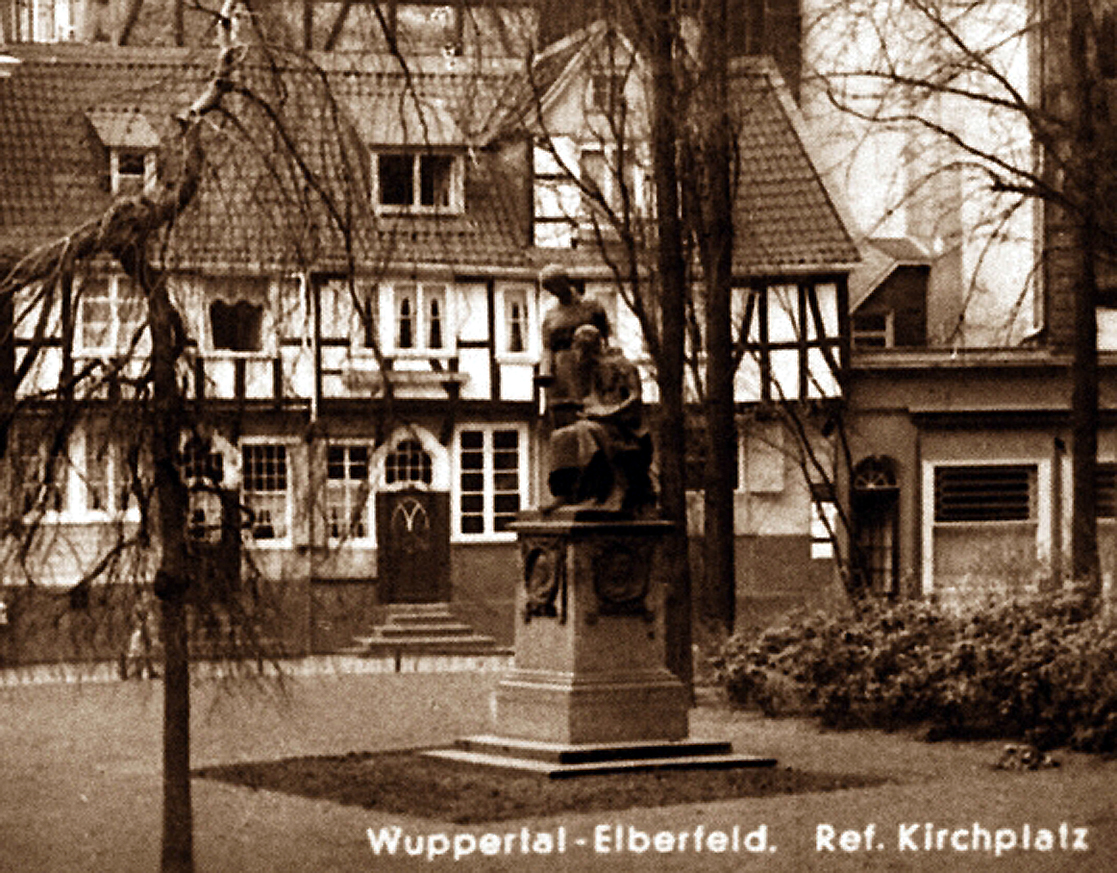
Het standbeeld voor de armenzorg, opgericht in 1903 in Elberfeld ter gelegenheid van het 50-jarig bestaan van het Elberfelder stelsel

Het Elberfelder stelsel was een in de Duitse stad Elberfeld ontwikkeld model voor de armoedebestrijding.

## Geschiedenis
In 1852 werd in de Duitse stad Elberfeld door de bankier Daniel von der Heydt een nieuw systeem geïntroduceerd van armoedebestrijding, dat in 1853 daadwerkelijk werd ingevoerd. De stad werd opgedeeld in kleine overzichtelijke wijken. Voor iedere wijk werden vrijwilligers als zogenaamde armenbezoekers aangesteld. Elk van deze armenbezoekers kreeg een klein aantal armen toegewezen. De armen moesten door middel van frequente huisbezoeken, minstens eenmaal per twee weken, begeleid worden. Gehoopt werd, dat door deze vorm van sociale controle moreel verval kon worden tegengegaan. Armen dienden te worden opgevoed tot 'nette burgers'. De steunverlening door de overheid was afhankelijk van de beoordeling van de armenbezoekers van de bereidheid van deze armen om zich aan te passen aan de burgerlijke normen en waarden. Bij wangedrag werd de materiële ondersteuning door de overheid stopgezet. In het Elberfelder stelsel werd de inzet van vrijwilligers  als onmisbaar gezien om de overheidssteun aan armoedebestrijding te doen slagen.
Het Elberfelder stelsel kreeg navolging in meerdere Duitse plaatsen. Ook buiten Duitsland werden de ideeën vanuit Elberfeld overgenomen. In Nederland sloot deze ontwikkeling met name aan bij de opvattingen in links-liberale kring. De ideeën over armenzorg en armoedebestrijding werden door leidende figuren als Louis Blankenberg en Hans Everts verspreid via de door hen geredigeerde tijdschriften voor Armenzorg en Kinderbescherming. Volgens Blankenberg was de hulpverlening van de overheid toereikend om mensen niet te laten sterven. Zijn vrijwilligersorganisatie "Liefdadigheid naar vermogen" leerde mensen echter om weer te leven. Een verfijning van het Elberfelder stelsel vond plaats in Straatsburg, waar ook professionele hulpverleners een belangrijke rol kregen toebedeeld. In Nederland was het Marie Muller-Lulofs die, als groot voorstander van het Elberfelder stelsel, de noodzaak van opleiding  beklemtoonde. Het armenbezoek diende echter, in haar ogen, wel vrijwilligerswerk te blijven. Ook buiten de links-liberale kring werden de methode van frequente huisbezoeken van het Elberfelder stelsel overgenomen door de protestants-christelijke Inwendige Zending en de rooms-katholieke Sint-Vincentiusvereniging en de Elisabethvereniging.